# 人类：我们的故事
《人类：我们的故事》（英語：Mankind: The Story of All of Us），美国历史频道知名纪录片，一共12集，中国大陆版本由中國中央電視台紀錄頻道翻译播出。

## 剧情
100亿年之前，宇宙孕育了地球，30亿年之前，地球孕育了人类。早期的人类，被动物猎杀，他们从事采摘、渔猎，最终进化成最发达的动物，主宰地球上的一切。
- 第一集：发明家（英語：Inventors）。

人类通过发现“火”和发明“农具”，建造“城市”和“金字塔”，发明“商品交易”，掌握“战争”，最终成为这个星球的统治者。
- 第二集：鐵人（英語：Iron Men）。

海上民族在地中海肆虐，他们到处搞破坏，之后，人类发现了“铁”，于是百姓可以拿铁制武器推翻暴君，民主制度在古希腊雅典建立，从而改变政治制度。
- 第三集：帝国（英語：Empires）。

中东耶路撒冷，耶稣被钉死在十字架上。随着罗马帝国的扩张，基督教得以传遍欧洲，罗马帝国的公路、商道也改变了人类的历史。
- 第四集：勇士（英語：Warriors）。

古罗马城被蛮族攻陷后，欧洲进入黑暗时代。然而，阿拉伯人发现了金矿，建立了伊斯兰教，北欧维京人却乘船去了北美洲。
- 第五集：瘟疫（英語：Plague）。

成吉思汗带领蒙古骑兵攻陷金国、西夏、南宋，他的子孙建立了统一的疆域辽阔的大帝国，蒙古帝国西扩时，把“鼠疫”带入了欧洲，造成了欧洲大劫难。
- 第六集：幸存者（英語：Survivors）。

非洲的金矿产出金子被运往威尼斯。中国的火药、印刷术、造纸术、罗盘传入欧洲，改变人类历史。
- 第七集：新大陆（英語：New World）

阿兹特克人在美洲中部建立了帝国，哥伦布航行美洲之后，30年间，这个帝国就土崩瓦解。
- 第八集：宝藏（英語：Treasure）。

西班牙人在安第斯山脉发现了波托西银矿，他们用它造钱，结果造成证券市场泡沫。一批新教徒坐船往美洲、大洋洲驶去，寻找理想的家园。
- 第九集：先驱者（英語：Pioneers）。

新教徒在美洲、澳大利亚、西伯利亚垦殖，他们带去的先进技术、商业、科技把那里的传统落后的文化一扫而光，美国革命之后，建立了一个新的帝国。
- 第十集：革命（英語：Revolutions）。

美国独立战争是追求政治自由和个人自由的产物，英国工业革命则使人类从原始劳动力上解脱出来，代用机器劳作，这两场革命，使得人类的生活发生了翻天覆地的变化。
- 第十一集：速度（英語：Speed）。

美国南北战争结束之后，美国开启了创新、变革、大规模生产的工业时代，与此同时，日本通过文明开化、明治维新也步入现代国家行列。
- 第十二集：新的边疆（英語：New Frontiers）。

10万年以前，只有几千人居住在非洲大草原，今日，70亿人居住在地球上，我们解决了这么多人的温饱问题，我们发明了原子弹，我们也成了联系紧密的种族。

## 花絮
中国大陆版本由中国中央电视台纪录片频道翻译播出。